# Interlands Nederlands voetbalelftal 1950-1959
Deze pagina toont een chronologisch en gedetailleerd overzicht van de interlands die het Nederlands voetbalelftal heeft gespeeld in de periode 1950 – 1959.
In deze periode werden in totaal 62 interlands gespeeld waarvan er 22 gewonnen werden, 11 wedstrijden eindigde in gelijk spel en 29 keer werd er verloren. Nederland nam voor het laatst deel aan de Olympische Spelen met het hoofdteam. Dit door de invoering van het betaald voetbal in 1954. Voor de WK's van 1950 en 1954 schreef Nederland zich niet in voor de kwalificaties. Voor de WK van 1958 wist Nederland zich niet te kwalificeren.

## Interlands

### 1950
|                                                                       |                                    |       |           |                                                                              |
| 16 april Vriendschappelijk № 182 «onderlinge duels» 15:00 uur (UTC+1) | België                             | 2 – 0 | Nederland | Bosuilstadion, Deurne Toeschouwers: 45.532 Scheidsrechter: Ivan Eklind (SWE) |
| 16 april Vriendschappelijk № 182 «onderlinge duels» 15:00 uur (UTC+1) | Jef Mermans 49' Albert De Hert 65' |       |           | Bosuilstadion, Deurne Toeschouwers: 45.532 Scheidsrechter: Ivan Eklind (SWE) |

|                                                                     |                                                             |       |                 |                                                                               |
| 8 juni Vriendschappelijk № 280 «onderlinge duels» 19:00 uur (UTC+1) | Zweden                                                      | 4 – 1 | Nederland       | Råsundastadion, Solna Toeschouwers: 33.000 Scheidsrechter: William Ling (ENG) |
| 8 juni Vriendschappelijk № 280 «onderlinge duels» 19:00 uur (UTC+1) | Hasse Jeppson 21', 87' Kalle Palmér 28' Stellan Nilsson 57' |       | 32' Mick Clavan | Råsundastadion, Solna Toeschouwers: 33.000 Scheidsrechter: William Ling (ENG) |

|                                                                      |                                                                                      |       |                 |                                                                                    |
| 11 juni Vriendschappelijk № 183 «onderlinge duels» 12:30 uur (UTC+2) | Finland                                                                              | 4 – 1 | Nederland       | Olympisch Stadion, Helsinki Toeschouwers: 16.564 Scheidsrechter: Ivan Eklind (SWE) |
| 11 juni Vriendschappelijk № 183 «onderlinge duels» 12:30 uur (UTC+2) | Stig-Göran Myntti 13' (pen.) Yrjö Asikainen 30' Aulis Rytkönen 44' Jorma Vaihela 89' |       | 65' Abe Lenstra | Olympisch Stadion, Helsinki Toeschouwers: 16.564 Scheidsrechter: Ivan Eklind (SWE) |

|                                                                         | |       |                                                                              |                                                                                    |
| 15 oktober Vriendschappelijk № 185 «onderlinge duels» 15:00 uur (UTC+1) | Zwitserland | 7 – 5 | Nederland                                                                    | Stadion Rankhof, Bazel Toeschouwers: 23.200 Scheidsrechter: Generoso Dattilo (ITA) |
| 15 oktober Vriendschappelijk № 185 «onderlinge duels» 15:00 uur (UTC+1) | Hans-Peter Friedländer 15', 56' Charles Antenen 44', 56' Jacques Fatton 72', 76' (pen.), 88' Frits de Graaf 74' |       | 25' Mick Clavan 42' (e.d.) Roger Bocquet 46' Kees Rijvers 57' Noud van Melis | Stadion Rankhof, Bazel Toeschouwers: 23.200 Scheidsrechter: Generoso Dattilo (ITA) |

|                                                                       |                                                  |       |                                                                               |                                                                                   |
| 15 april Vriendschappelijk № 186 «onderlinge duels» 14:30 uur (UTC+1) | Nederland                                        | 5 – 4 | België                                                                        | Olympisch Stadion, Amsterdam Toeschouwers: 60.000 Scheidsrechter: Reg Leafe (ENG) |
| 15 april Vriendschappelijk № 186 «onderlinge duels» 14:30 uur (UTC+1) | Noud van Melis 2', 20', 44' Abe Lenstra 50', 60' |       | 8' (e.d.) Rinus Terlouw 13' Jef Mermans 18' Freddy Chaves 83' Arsène Vaillant | Olympisch Stadion, Amsterdam Toeschouwers: 60.000 Scheidsrechter: Reg Leafe (ENG) |

|                                                                          |                                                             |       |                                           |                                                                                                 |
| 10 december Vriendschappelijk № 187 «onderlinge duels» 14:30 uur (UTC+1) | Frankrijk                                                   | 5 – 2 | Nederland                                 | Stade olympique Yves-du-Manoir, Colombes Toeschouwers: 37.468 Scheidsrechter: Louis Baert (BEL) |
| 10 december Vriendschappelijk № 187 «onderlinge duels» 14:30 uur (UTC+1) | Pierre Flamion 4', 47' Jean Baratte 29', 49' André Doye 41' |       | 34' Noud van Melis 42' Cock van der Tuijn | Stade olympique Yves-du-Manoir, Colombes Toeschouwers: 37.468 Scheidsrechter: Louis Baert (BEL) |

### 1951
|                                                                       |                                                  |       |                                                                               |                                                                                   |
| 15 april Vriendschappelijk № 188 «onderlinge duels» 14:30 uur (UTC+1) | Nederland                                        | 5 – 4 | België                                                                        | Olympisch Stadion, Amsterdam Toeschouwers: 60.000 Scheidsrechter: Reg Leafe (ENG) |
| 15 april Vriendschappelijk № 188 «onderlinge duels» 14:30 uur (UTC+1) | Noud van Melis 2', 20', 44' Abe Lenstra 50', 60' |       | 8' (e.d.) Rinus Terlouw 13' Jef Mermans 18' Freddy Chaves 83' Arsène Vaillant | Olympisch Stadion, Amsterdam Toeschouwers: 60.000 Scheidsrechter: Reg Leafe (ENG) |

|                                                                     |                                    |       |                                                  |                                                                                |
| 6 juni Vriendschappelijk № 189 «onderlinge duels» 19:00 uur (UTC+1) | Nederland                          | 2 – 3 | Noorwegen                                        | De Kuip, Rotterdam Toeschouwers: 65.000 Scheidsrechter: Giovanni Galeati (ITA) |
| 6 juni Vriendschappelijk № 189 «onderlinge duels» 19:00 uur (UTC+1) | Noud van Melis 44' Abe Lenstra 50' |       | 26', 59' Henry Johannessen 29' Odd Wang Sørensen | De Kuip, Rotterdam Toeschouwers: 65.000 Scheidsrechter: Giovanni Galeati (ITA) |

|                                                                         |                                                     |       |                                                                 |                                                                               |
| 27 oktober Vriendschappelijk № 190 «onderlinge duels» 15:00 uur (UTC+1) | Nederland                                           | 4 – 4 | Finland                                                         | De Kuip, Rotterdam Toeschouwers: 65.000 Scheidsrechter: George Mitchell (SCO) |
| 27 oktober Vriendschappelijk № 190 «onderlinge duels» 15:00 uur (UTC+1) | Abe Lenstra 34' (pen.) Noud van Melis 43', 78', 87' |       | 24', 44' Kalevi Lehtovirta 57' Aulis Rytkönen 69' Jorma Vaihela | De Kuip, Rotterdam Toeschouwers: 65.000 Scheidsrechter: George Mitchell (SCO) |

|                                                                          |                                                                                        |       |                                                                                               |                                                                              |
| 25 november Vriendschappelijk № 191 «onderlinge duels» 14:30 uur (UTC+1) | Nederland                                                                              | 6 – 7 | België                                                                                        | De Kuip, Rotterdam Toeschouwers: 65.000 Scheidsrechter: Édouard Harzic (FRA) |
| 25 november Vriendschappelijk № 191 «onderlinge duels» 14:30 uur (UTC+1) | Abe Lenstra 25', 42', 50' (pen.) Mick Clavan 26' Noud van Melis 89' Rinus Bennaars 60' |       | 5', 8', 41' Pol Anoul 46' Louis Verbruggen 56' (pen.), 75' (pen.) José Moës 65' Jan Van Steen | De Kuip, Rotterdam Toeschouwers: 65.000 Scheidsrechter: Édouard Harzic (FRA) |

### 1952
|                                                                      |                                                           |       |                                    |                                                                               |
| 6 april Vriendschappelijk № 192 «onderlinge duels» 15:00 uur (UTC+1) | België                                                    | 4 – 2 | Nederland                          | Bosuilstadion, Deurne Toeschouwers: 46.442 Scheidsrechter: Jack Topliss (ENG) |
| 6 april Vriendschappelijk № 192 «onderlinge duels» 15:00 uur (UTC+1) | Pol Anoul 25' Rik Coppens 38', 77' Victor Lemberechts 48' |       | 35' Mick Clavan 37' Noud van Melis | Bosuilstadion, Deurne Toeschouwers: 46.442 Scheidsrechter: Jack Topliss (ENG) |

|                                                                     |           |       |        |                                                                                            |
| 14 mei Vriendschappelijk № 193 «onderlinge duels» 19:00 uur (UTC+1) | Nederland | 0 – 0 | Zweden | Olympisch Stadion, Amsterdam Toeschouwers: 64.500 Scheidsrechter: Vincenzo Orlandini (ITA) |
| 14 mei Vriendschappelijk № 193 «onderlinge duels» 19:00 uur (UTC+1) |           |       |        | Olympisch Stadion, Amsterdam Toeschouwers: 64.500 Scheidsrechter: Vincenzo Orlandini (ITA) |

| Olympische Spelen 1952 |
| ---------------------- |

|                                                                                |                                                                                          |       |                     |                                                                                               |
| 16 juli Olympische Spelen Voorronde № 194 «onderlinge duels» 19:00 uur (UTC+2) | Brazilië (olymp.)                                                                        | 5 – 1 | Nederland           | Kupittaan Jalkapallostadion, Turku Toeschouwers: 9.685 Scheidsrechter: Giorgio Bernardi (ITA) |
| 16 juli Olympische Spelen Voorronde № 194 «onderlinge duels» 19:00 uur (UTC+2) | Humberto Tozzi 25' Larry Pinto de Faria 33' (pen.), 36' Jansen José Moreira 81' Vavá 86' |       | Jan van Roessel 15' | Kupittaan Jalkapallostadion, Turku Toeschouwers: 9.685 Scheidsrechter: Giorgio Bernardi (ITA) |

|  |  |  |  |  |  |  |  |  |

|                                                                           |                                                           |       |                                    |                                                                                           |
| 21 september Vriendschappelijk № 195 «onderlinge duels» 13:30 uur (UTC+1) | Denemarken                                                | 3 – 2 | Nederland                          | Københavns Idrætspark, Kopenhagen Toeschouwers: 31.000 Scheidsrechter: Yrjö Kaivola (FIN) |
| 21 september Vriendschappelijk № 195 «onderlinge duels» 13:30 uur (UTC+1) | Kurt Nielsen 19' Poul Erik Petersen 20' Svend Nielsen 68' |       | 7' Jan van Roessel 13' Abe Lenstra | Københavns Idrætspark, Kopenhagen Toeschouwers: 31.000 Scheidsrechter: Yrjö Kaivola (FIN) |

|                                                                         |                               |       |                 |                                                                               |
| 19 oktober Vriendschappelijk № 196 «onderlinge duels» 15:00 uur (UTC+1) | België                        | 2 – 1 | Nederland       | Bosuilstadion, Deurne Toeschouwers: 46.840 Scheidsrechter: William Ling (ENG) |
| 19 oktober Vriendschappelijk № 196 «onderlinge duels» 15:00 uur (UTC+1) | Pol Anoul 55' Jef Mermans 88' |       | 55' Abe Lenstra | Bosuilstadion, Deurne Toeschouwers: 46.840 Scheidsrechter: William Ling (ENG) |

|                                                                        |                                       |       |                                          |                                                                                           |
| 15 november Vriendschappelijk № 197 «onderlinge duels» 14:30 uur (UTC) | Engeland (am.)                        | 2 – 2 | Nederland                                | Boothferry Park, Kingston upon Hull Toeschouwers: 12.000 Scheidsrechter: Wolf Karni (FIN) |
| 15 november Vriendschappelijk № 197 «onderlinge duels» 14:30 uur (UTC) | Alfred Noble 25' Jim Lewis 77' (pen.) |       | 4' Jan van Roessel 44' Piet van der Kuil | Boothferry Park, Kingston upon Hull Toeschouwers: 12.000 Scheidsrechter: Wolf Karni (FIN) |

### 1953
|                                                                                              |                 |       |                         |                                                                             |
| 7 maart Vriendschappelijk Ten bate van Watersnood № 198 «onderlinge duels» 16:30 uur (UTC+1) | Nederland       | 1 – 2 | Denemarken              | De Kuip, Rotterdam Toeschouwers: 63.000 Scheidsrechter: Henri Bauwens (BEL) |
| 7 maart Vriendschappelijk Ten bate van Watersnood № 198 «onderlinge duels» 16:30 uur (UTC+1) | Abe Lenstra 54' |       | 17', 52' Holger Seebach | De Kuip, Rotterdam Toeschouwers: 63.000 Scheidsrechter: Henri Bauwens (BEL) |

|                                                                       |                 |       |                                 |                                                                                   |
| 22 maart Vriendschappelijk № 199 «onderlinge duels» 14:30 uur (UTC+1) | Nederland       | 1 – 2 | Zwitserland                     | Olympisch Stadion, Amsterdam Toeschouwers: 63.500 Scheidsrechter: Reg Leafe (ENG) |
| 22 maart Vriendschappelijk № 199 «onderlinge duels» 14:30 uur (UTC+1) | Abe Lenstra 31' |       | 1' Marcel Mauron 57' Seppe Hügi | Olympisch Stadion, Amsterdam Toeschouwers: 63.500 Scheidsrechter: Reg Leafe (ENG) |

|                                                                       |           |                                       |        |                                                                                     |
| 19 april Vriendschappelijk № 200 «onderlinge duels» 14:30 uur (UTC+1) | Nederland | 0 – 2                                 | België | Olympisch Stadion, Amsterdam Toeschouwers: 60.000 Scheidsrechter: Sten Ahlner (SWE) |
| 19 april Vriendschappelijk № 200 «onderlinge duels» 14:30 uur (UTC+1) |           | 65' Rik Coppens 70' Augustin Janssens |        | Olympisch Stadion, Amsterdam Toeschouwers: 60.000 Scheidsrechter: Sten Ahlner (SWE) |

|                                                                           |                                                             |       |           |                                                                            |
| 27 september Vriendschappelijk № 201 «onderlinge duels» 13:15 uur (UTC+1) | Noorwegen                                                   | 4 – 0 | Nederland | Ullevaalstadion, Oslo Toeschouwers: 24.532 Scheidsrechter: Leo Helge (DEN) |
| 27 september Vriendschappelijk № 201 «onderlinge duels» 13:15 uur (UTC+1) | Gunnar Thoresen 54', 73' Hans Nordahl 58' Gunnar Dybwad 67' |       |           | Ullevaalstadion, Oslo Toeschouwers: 24.532 Scheidsrechter: Leo Helge (DEN) |

|                                                                         |                    |       |        |                                                                            |
| 25 oktober Vriendschappelijk № 202 «onderlinge duels» 14:30 uur (UTC+1) | Nederland          | 1 – 0 | België | De Kuip, Rotterdam Toeschouwers: 63.000 Scheidsrechter: William Ling (ENG) |
| 25 oktober Vriendschappelijk № 202 «onderlinge duels» 14:30 uur (UTC+1) | Max van Beurden 8' |       |        | De Kuip, Rotterdam Toeschouwers: 63.000 Scheidsrechter: William Ling (ENG) |

### 1954
|                                                                      |                    |       |                |                                                                                 |
| 7 maart Vriendschappelijk № 203 «onderlinge duels» 14:30 uur (UTC+1) | Nederland          | 1 – 0 | Engeland (am.) | De Kuip, Rotterdam Toeschouwers: 58.000 Scheidsrechter: Jacques Devillers (FRA) |
| 7 maart Vriendschappelijk № 203 «onderlinge duels» 14:30 uur (UTC+1) | Rinus Bennaars 88' |       |                | De Kuip, Rotterdam Toeschouwers: 58.000 Scheidsrechter: Jacques Devillers (FRA) |

|                                                                      |                                                              |       |           |                                                                                |
| 4 april Vriendschappelijk № 204 «onderlinge duels» 15:00 uur (UTC+1) | België                                                       | 4 – 0 | Nederland | Bosuilstadion, Deurne Toeschouwers: 46.910 Scheidsrechter: Erich Steiner (AUT) |
| 4 april Vriendschappelijk № 204 «onderlinge duels» 15:00 uur (UTC+1) | Jef Mermans 6' Rik Coppens 62', 80' Rinus Terlouw 70' (e.d.) |       |           | Bosuilstadion, Deurne Toeschouwers: 46.910 Scheidsrechter: Erich Steiner (AUT) |

|                                                                     |                                                                              |       |                 |                                                                                 |
| 19 mei Vriendschappelijk № 205 «onderlinge duels» 18:45 uur (UTC+1) | Zweden                                                                       | 6 – 1 | Nederland       | Råsundastadion, Solna Toeschouwers: 20.171 Scheidsrechter: Edvin Pedersen (NOR) |
| 19 mei Vriendschappelijk № 205 «onderlinge duels» 18:45 uur (UTC+1) | Henry Thillberg 9', 63' Nils Åke Sandell 31', 56' Sven Ove Svensson 55', 58' |       | 22' Frits Louer | Råsundastadion, Solna Toeschouwers: 20.171 Scheidsrechter: Edvin Pedersen (NOR) |

|                                                                     |                                |       |                 |                                                                            |
| 30 mei Vriendschappelijk № 206 «onderlinge duels» 15:00 uur (UTC+1) | Zwitserland                    | 3 – 1 | Nederland       | Hardturm, Zürich Toeschouwers: 27.000 Scheidsrechter: Emil Schmetzer (GER) |
| 30 mei Vriendschappelijk № 206 «onderlinge duels» 15:00 uur (UTC+1) | Roger Vonlanthen 35', 37', 48' |       | 11' Coen Dillen | Hardturm, Zürich Toeschouwers: 27.000 Scheidsrechter: Emil Schmetzer (GER) |

|                                                                         |                                                            |       |                                                                   |                                                                            |
| 24 oktober Vriendschappelijk № 207 «onderlinge duels» 15:00 uur (UTC+1) | België                                                     | 4 – 3 | Nederland                                                         | Bosuilstadion, Deurne Toeschouwers: 47.077 Scheidsrechter: Reg Leafe (ENG) |
| 24 oktober Vriendschappelijk № 207 «onderlinge duels» 15:00 uur (UTC+1) | Victor Lemberechts 10' Rik Coppens 21', 65' Denis Houf 40' |       | 43' Cor van der Gijp 48' Sjel de Bruyckere 88' (pen.) Coen Dillen | Bosuilstadion, Deurne Toeschouwers: 47.077 Scheidsrechter: Reg Leafe (ENG) |

### 1955
|                                                                       |                 |       |                    |                                                                                           |
| 13 maart Vriendschappelijk № 208 «onderlinge duels» 14:30 uur (UTC+1) | Nederland       | 1 – 1 | Denemarken         | Olympisch Stadion, Amsterdam Toeschouwers: 60.000 Scheidsrechter: Lucien Van Nuffel (BEL) |
| 13 maart Vriendschappelijk № 208 «onderlinge duels» 14:30 uur (UTC+1) | Abe Lenstra 36' |       | 10' Vagn Birkeland | Olympisch Stadion, Amsterdam Toeschouwers: 60.000 Scheidsrechter: Lucien Van Nuffel (BEL) |

|                                                                      |                 |       |        |                                                                                      |
| 3 april Vriendschappelijk № 209 «onderlinge duels» 14:30 uur (UTC+1) | Nederland       | 1 – 0 | België | Olympisch Stadion, Amsterdam Toeschouwers: 60.000 Scheidsrechter: Arthur Ellis (ENG) |
| 3 april Vriendschappelijk № 209 «onderlinge duels» 14:30 uur (UTC+1) | Coen Dillen 31' |       |        | Olympisch Stadion, Amsterdam Toeschouwers: 60.000 Scheidsrechter: Arthur Ellis (ENG) |

|                                                                    |                     |       |           |                                                                               |
| 1 mei Vriendschappelijk № 210 «onderlinge duels» 15:30 uur (UTC+1) | Ierland             | 1 – 0 | Nederland | Dalymount Park, Dublin Toeschouwers: 16.690 Scheidsrechter: Arthur Luty (ENG) |
| 1 mei Vriendschappelijk № 210 «onderlinge duels» 15:30 uur (UTC+1) | Jack Fitzgerald 79' |       |           | Dalymount Park, Dublin Toeschouwers: 16.690 Scheidsrechter: Arthur Luty (ENG) |

|                                                                     |                                                                |       |                |                                                                              |
| 19 mei Vriendschappelijk № 211 «onderlinge duels» 14:30 uur (UTC+1) | Nederland                                                      | 4 – 1 | Zwitserland    | De Kuip, Rotterdam Toeschouwers: 63.800 Scheidsrechter: Emil Schmetzer (FRG) |
| 19 mei Vriendschappelijk № 211 «onderlinge duels» 14:30 uur (UTC+1) | Faas Wilkes 40', 64' Theo Timmermans 42' Sjel de Bruyckere 58' |       | 80' Seppe Hügi | De Kuip, Rotterdam Toeschouwers: 63.800 Scheidsrechter: Emil Schmetzer (FRG) |

|                                                                         |                    |       |                              |                                                                                |
| 16 oktober Vriendschappelijk № 212 «onderlinge duels» 14:30 uur (UTC+1) | Nederland          | 2 – 2 | België                       | De Kuip, Rotterdam Toeschouwers: 58.000 Scheidsrechter: Giorgio Bernardi (ITA) |
| 16 oktober Vriendschappelijk № 212 «onderlinge duels» 14:30 uur (UTC+1) | Bram Appel 9', 53' |       | 4', 49' Sebastièn Jacquemyns | De Kuip, Rotterdam Toeschouwers: 58.000 Scheidsrechter: Giorgio Bernardi (ITA) |

|                                                                         |                                         |       |           |                                                                                       |
| 6 november Vriendschappelijk № 213 «onderlinge duels» 14:30 uur (UTC+1) | Nederland                               | 3 – 0 | Noorwegen | Olympisch Stadion, Amsterdam Toeschouwers: 60.000 Scheidsrechter: Gérard Versyp (BEL) |
| 6 november Vriendschappelijk № 213 «onderlinge duels» 14:30 uur (UTC+1) | Tinus Bosselaar 29', 36' Bram Appel 83' |       |           | Olympisch Stadion, Amsterdam Toeschouwers: 60.000 Scheidsrechter: Gérard Versyp (BEL) |

|                                                                          |                   |       |                                          |                                                                                              |
| 16 november Vriendschappelijk № 214 «onderlinge duels» 14:30 uur (UTC+1) | Saarland          | 1 – 2 | Nederland                                | Ludwigsparkstadion, Saarbrücken Toeschouwers: 12.000 Scheidsrechter: Lucien Van Nuffel (BEL) |
| 16 november Vriendschappelijk № 214 «onderlinge duels» 14:30 uur (UTC+1) | Ewald Follmann 7' |       | 29' Cor van der Hart 55' Toon Brusselers | Ludwigsparkstadion, Saarbrücken Toeschouwers: 12.000 Scheidsrechter: Lucien Van Nuffel (BEL) |

### 1956
|                                                                       |                             |       |                      |                                                                               |
| 14 maart Vriendschappelijk № 215 «onderlinge duels» 15:00 uur (UTC+1) | West-Duitsland              | 1 – 2 | Nederland            | Rheinstadion, Düsseldorf Toeschouwers: 39.000 Scheidsrechter: Reg Leafe (ENG) |
| 14 maart Vriendschappelijk № 215 «onderlinge duels» 15:00 uur (UTC+1) | Cor van der Hart 77' (e.d.) |       | 52', 74' Abe Lenstra | Rheinstadion, Düsseldorf Toeschouwers: 39.000 Scheidsrechter: Reg Leafe (ENG) |

|                                                                      |        |                |           |                                                                           |
| 8 april Vriendschappelijk № 216 «onderlinge duels» 15:00 uur (UTC+1) | België | 0 – 1          | Nederland | Bosuilstadion, Deurne Toeschouwers: 52.211 Scheidsrechter: Alf Bond (ENG) |
| 8 april Vriendschappelijk № 216 «onderlinge duels» 15:00 uur (UTC+1) |        | 56' Coy Koopal |           | Bosuilstadion, Deurne Toeschouwers: 52.211 Scheidsrechter: Alf Bond (ENG) |

|                                                                     |                |       |                                                              |                                                                            |
| 10 mei Vriendschappelijk № 217 «onderlinge duels» 14:30 uur (UTC+1) | Nederland      | 1 – 4 | Ierland                                                      | De Kuip, Rotterdam Toeschouwers: 60.000 Scheidsrechter: Alois Pennig (FRG) |
| 10 mei Vriendschappelijk № 217 «onderlinge duels» 14:30 uur (UTC+1) | Bram Appel 77' |       | 52', 67' Arthur Fitzsimons 59' Joe Haverty 71' Alf Ringstead | De Kuip, Rotterdam Toeschouwers: 60.000 Scheidsrechter: Alois Pennig (FRG) |

|                                                                     |                                               |       |                                   |                                                                                      |
| 6 juni Vriendschappelijk № 218 «onderlinge duels» 19:00 uur (UTC+1) | Nederland                                     | 3 – 2 | Saarland                          | Olympisch Stadion, Amsterdam Toeschouwers: 60.000 Scheidsrechter: István Zsolt (HUN) |
| 6 juni Vriendschappelijk № 218 «onderlinge duels» 19:00 uur (UTC+1) | Coy Koopal 6' Abe Lenstra 22' Faas Wilkes 63' |       | 40' Heinz Vollmar 86' Karl Ringel | Olympisch Stadion, Amsterdam Toeschouwers: 60.000 Scheidsrechter: István Zsolt (HUN) |

|                                                                           |                                        |       |                                                         |                                                                                                  |
| 15 september Vriendschappelijk № 219 «onderlinge duels» 16:30 uur (UTC+1) | Zwitserland                            | 2 – 3 | Nederland                                               | Stade Olympique de la Pontaise, Lausanne Toeschouwers: 22.595 Scheidsrechter: Albert Dusch (FRG) |
| 15 september Vriendschappelijk № 219 «onderlinge duels» 16:30 uur (UTC+1) | Charles Antenen 8' Ferdinando Riva 15' |       | 2' Abe Lenstra 30' Cor van der Gijp 40' Tinus Bosselaar | Stade Olympique de la Pontaise, Lausanne Toeschouwers: 22.595 Scheidsrechter: Albert Dusch (FRG) |

|                                                                         |                                    |       |                                       |                                                                                     |
| 14 oktober Vriendschappelijk № 220 «onderlinge duels» 15:00 uur (UTC+1) | België                             | 2 – 3 | Nederland                             | Bosuilstadion, Deurne Toeschouwers: 57.631 Scheidsrechter: Vincenzo Orlandini (ITA) |
| 14 oktober Vriendschappelijk № 220 «onderlinge duels» 15:00 uur (UTC+1) | Maurice Willems 16' Denis Houf 46' |       | 54', 81' Bram Appel 70' Jan Notermans | Bosuilstadion, Deurne Toeschouwers: 57.631 Scheidsrechter: Vincenzo Orlandini (ITA) |

|                                                                         |                                            |       |                     |                                                                                                  |
| 4 november Vriendschappelijk № 221 «onderlinge duels» 13:30 uur (UTC+1) | Denemarken                                 | 2 – 2 | Nederland           | Københavns Idrætspark, Kopenhagen Toeschouwers: 38.000 Scheidsrechter: John Erik Andersson (SWE) |
| 4 november Vriendschappelijk № 221 «onderlinge duels» 13:30 uur (UTC+1) | Jørgen Olesen 54' Knud Lundberg 61' (pen.) |       | 15', 76' Bram Appel | Københavns Idrætspark, Kopenhagen Toeschouwers: 38.000 Scheidsrechter: John Erik Andersson (SWE) |

### 1957
|                                                                         |                                                                      |       |                            |                                                                                        |
| 30 januari Vriendschappelijk № 222 «onderlinge duels» 16:00 uur (UTC+1) | Spanje                                                               | 5 – 1 | Nederland                  | Estadio Santiago Bernabéu, Madrid Toeschouwers: 90.000 Scheidsrechter: Reg Leafe (ENG) |
| 30 januari Vriendschappelijk № 222 «onderlinge duels» 16:00 uur (UTC+1) | Jesús Garay 14' Alfredo Di Stéfano 46', 70', 89' Ladislao Kubala 54' |       | 76' (pen.) Tinus Bosselaar | Estadio Santiago Bernabéu, Madrid Toeschouwers: 90.000 Scheidsrechter: Reg Leafe (ENG) |

|                                                                          |                                                               |       |                    |                                                                               |
| 20 maart WK 1958 kwalificatie № 223 «onderlinge duels» 16:30 uur (UTC+1) | Nederland                                                     | 4 – 1 | Luxemburg          | De Kuip, Rotterdam Toeschouwers: 45.000 Scheidsrechter: Werner Treichel (FRG) |
| 20 maart WK 1958 kwalificatie № 223 «onderlinge duels» 16:30 uur (UTC+1) | Cor van der Gijp 27', 30' Coen Dillen 72' Toon Brusselers 80' |       | 34' Johny Halsdorf | De Kuip, Rotterdam Toeschouwers: 45.000 Scheidsrechter: Werner Treichel (FRG) |

|                                                                      |                 |       |                                   |                                                                                   |
| 3 april Vriendschappelijk № 224 «onderlinge duels» 16:30 uur (UTC+1) | Nederland       | 1 – 2 | West-Duitsland                    | Olympisch Stadion, Amsterdam Toeschouwers: 64.000 Scheidsrechter: Reg Leafe (ENG) |
| 3 april Vriendschappelijk № 224 «onderlinge duels» 16:30 uur (UTC+1) | Faas Wilkes 65' |       | 33' Gerhard Siedl 76' Aki Schmidt | Olympisch Stadion, Amsterdam Toeschouwers: 64.000 Scheidsrechter: Reg Leafe (ENG) |

|                                                                       |                  |       |                       |                                                                                      |
| 28 april Vriendschappelijk № 225 «onderlinge duels» 14:30 uur (UTC+1) | Nederland        | 1 – 1 | België                | Olympisch Stadion, Amsterdam Toeschouwers: 60.000 Scheidsrechter: Alfred Grill (AUT) |
| 28 april Vriendschappelijk № 225 «onderlinge duels» 14:30 uur (UTC+1) | Bart Carlier 53' |       | 34' Paul Van Den Berg | Olympisch Stadion, Amsterdam Toeschouwers: 60.000 Scheidsrechter: Alfred Grill (AUT) |

|                                                                        |                                                      |       |                         |                                                                                 |
| 26 mei WK 1958 kwalificatie № 226 «onderlinge duels» 16:30 uur (UTC+1) | Oostenrijk                                           | 3 – 2 | Nederland               | Prater-Stadion, Wenen Toeschouwers: 54.207 Scheidsrechter: Emil Schmetzer (FRG) |
| 26 mei WK 1958 kwalificatie № 226 «onderlinge duels» 16:30 uur (UTC+1) | Karl Koller 47' Hans Buzek 80' Karl Stotz 87' (pen.) |       | 31', 32' Noud van Melis | Prater-Stadion, Wenen Toeschouwers: 54.207 Scheidsrechter: Emil Schmetzer (FRG) |

|                                                                              |                                        |       |                                                                          |                                                                            |
| 11 september WK 1958 kwalificatie № 227 «onderlinge duels» 16:30 uur (UTC+1) | Luxemburg                              | 2 – 5 | Nederland                                                                | De Kuip, Rotterdam Toeschouwers: 55.000 Scheidsrechter: Alec Murdoch (ENG) |
| 11 september WK 1958 kwalificatie № 227 «onderlinge duels» 16:30 uur (UTC+1) | Jean-Pierre Fiedler 5' Léon Letsch 58' |       | 15', 28' Abe Lenstra 26' Faas Wilkes 35' Noud van Melis 54' Kees Rijvers | De Kuip, Rotterdam Toeschouwers: 55.000 Scheidsrechter: Alec Murdoch (ENG) |

|                                                                              |                 |       |                     |                                                                                      |
| 25 september WK 1958 kwalificatie № 228 «onderlinge duels» 16:30 uur (UTC+1) | Nederland       | 1 – 1 | Oostenrijk          | Olympisch Stadion, Amsterdam Toeschouwers: 65.000 Scheidsrechter: Arthur Ellis (ENG) |
| 25 september WK 1958 kwalificatie № 228 «onderlinge duels» 16:30 uur (UTC+1) | Abe Lenstra 63' |       | 29' Gerhard Hanappi | Olympisch Stadion, Amsterdam Toeschouwers: 65.000 Scheidsrechter: Arthur Ellis (ENG) |

|                                                                          |                                                                            |       |                                      |                                                                             |
| 17 november Vriendschappelijk № 229 «onderlinge duels» 14:30 uur (UTC+1) | Nederland                                                                  | 5 – 2 | België                               | De Kuip, Rotterdam Toeschouwers: 63.000 Scheidsrechter: Bengt Lundell (SWE) |
| 17 november Vriendschappelijk № 229 «onderlinge duels» 14:30 uur (UTC+1) | Fons van Wissen 28' Piet Kruiver 36' Faas Wilkes 42', 53' Bart Carlier 64' |       | 80' Paul Van Den Berg 85' Denis Houf | De Kuip, Rotterdam Toeschouwers: 63.000 Scheidsrechter: Bengt Lundell (SWE) |

### 1958
|                                                                       |                      |       |                                                                                                 |                                                                             |
| 13 april Vriendschappelijk № 230 «onderlinge duels» 15:00 uur (UTC+1) | België               | 2 – 7 | Nederland                                                                                       | Bosuilstadion, Deurne Toeschouwers: 57.167 Scheidsrechter: Jack Mowat (SCO) |
| 13 april Vriendschappelijk № 230 «onderlinge duels» 15:00 uur (UTC+1) | Rik Coppens 68', 87' |       | 6', 60' Abe Lenstra 50' Fons van Wissen 55' Coen Moulijn 81', 85' Faas Wilkes 89' Jan Notermans | Bosuilstadion, Deurne Toeschouwers: 57.167 Scheidsrechter: Jack Mowat (SCO) |

|                                                                       | |       |                      |                                                                             |
| 23 april Vriendschappelijk № 231 «onderlinge duels» 20:00 uur (UTC+1) | Nederland                                                                                                 | 8 – 1 | Nederlandse Antillen | De Kuip, Rotterdam Toeschouwers: 50.000 Scheidsrechter: Gérard Versyp (BEL) |
| 23 april Vriendschappelijk № 231 «onderlinge duels» 20:00 uur (UTC+1) | Faas Wilkes 15', 20' Piet van der Kuil 29' Abe Lenstra 43', 85' Coen Moulijn 55' Fons van Wissen 74', 80' |       | ?                    | De Kuip, Rotterdam Toeschouwers: 50.000 Scheidsrechter: Gérard Versyp (BEL) |

|                                                                    |                        |       |                      |                                                                                   |
| 4 mei Vriendschappelijk № 232 «onderlinge duels» 14:30 uur (UTC+1) | Nederland              | 1 – 2 | Turkije              | Olympisch Stadion, Amsterdam Toeschouwers: 60.000 Scheidsrechter: Reg Leafe (ENG) |
| 4 mei Vriendschappelijk № 232 «onderlinge duels» 14:30 uur (UTC+1) | Faas Wilkes 37' (pen.) |       | 56', 57' Metin Oktay | Olympisch Stadion, Amsterdam Toeschouwers: 60.000 Scheidsrechter: Reg Leafe (ENG) |

|                                                                     |           |       |           |                                                                                |
| 28 mei Vriendschappelijk № 233 «onderlinge duels» 19:00 uur (UTC+1) | Noorwegen | 0 – 0 | Nederland | Ullevaalstadion, Oslo Toeschouwers: 21.466 Scheidsrechter: Tage Sørensen (DEN) |
| 28 mei Vriendschappelijk № 233 «onderlinge duels» 19:00 uur (UTC+1) |           |       |           | Ullevaalstadion, Oslo Toeschouwers: 21.466 Scheidsrechter: Tage Sørensen (DEN) |

|                                                                           |                                              |       |                                                            |                                                                               |
| 28 september Vriendschappelijk № 234 «onderlinge duels» 15:00 uur (UTC+1) | België                                       | 2 – 3 | Nederland                                                  | Bosuilstadion, Deurne Toeschouwers: 57.167 Scheidsrechter: István Zsolt (HUN) |
| 28 september Vriendschappelijk № 234 «onderlinge duels» 15:00 uur (UTC+1) | Pierre Hanon 20' Cor van der Hart 38' (pen.) |       | 53' André Piters 59' Tonny van der Linden 84' Piet Kruiver | Bosuilstadion, Deurne Toeschouwers: 57.167 Scheidsrechter: István Zsolt (HUN) |

|                                                                         |                                                                                     |       |                     |                                                                            |
| 15 oktober Vriendschappelijk № 235 «onderlinge duels» 20:00 uur (UTC+1) | Nederland                                                                           | 5 – 1 | Denemarken          | De Kuip, Rotterdam Toeschouwers: 53.000 Scheidsrechter: Albert Dusch (FRG) |
| 15 oktober Vriendschappelijk № 235 «onderlinge duels» 20:00 uur (UTC+1) | Piet van der Kuil 4' Piet Kruiver 24' Tonny van der Linden 27' Abe Lenstra 77', 87' |       | 79' Henning Enoksen | De Kuip, Rotterdam Toeschouwers: 53.000 Scheidsrechter: Albert Dusch (FRG) |

|                                                                         |                        |       |             |                                                                              |
| 2 november Vriendschappelijk № 236 «onderlinge duels» 15:00 uur (UTC+1) | Nederland              | 2 – 0 | Zwitserland | De Kuip, Rotterdam Toeschouwers: 62.000 Scheidsrechter: Maurice Guigue (FRA) |
| 2 november Vriendschappelijk № 236 «onderlinge duels» 15:00 uur (UTC+1) | Piet Kruiver, 30', 74' |       |             | De Kuip, Rotterdam Toeschouwers: 62.000 Scheidsrechter: Maurice Guigue (FRA) |

### 1959
|                                                                       |                                          |       |                                         |                                                                                        |
| 19 april Vriendschappelijk № 237 «onderlinge duels» 14:30 uur (UTC+1) | Nederland                                | 2 – 2 | België                                  | Olympisch Stadion, Amsterdam Toeschouwers: 60.000 Scheidsrechter: Maurice Guigue (FRA) |
| 19 april Vriendschappelijk № 237 «onderlinge duels» 14:30 uur (UTC+1) | Abe Lenstra 73' Tonny van der Linden 81' |       | 42' Victor Wegria 63' Fernand Goyvaerts | Olympisch Stadion, Amsterdam Toeschouwers: 60.000 Scheidsrechter: Maurice Guigue (FRA) |

|                                                                     |         |       |           |                                                                                          |
| 10 mei Vriendschappelijk № 238 «onderlinge duels» 16:00 uur (UTC+2) | Turkije | 0 – 0 | Nederland | Mithatpaşastadion, Istanbul Toeschouwers: 28.467 Scheidsrechter: Concetto Lo Bello (ITA) |
| 10 mei Vriendschappelijk № 238 «onderlinge duels» 16:00 uur (UTC+2) |         |       |           | Mithatpaşastadion, Istanbul Toeschouwers: 28.467 Scheidsrechter: Concetto Lo Bello (ITA) |

|                                                   |                                                   |       |                      |                                                                                               |
| 13 mei Vriendschappelijk № 239 «onderlinge duels» | Bulgarije                                         | 3 – 2 | Nederland            | Vasil Levski Nationaal Stadion, Sofia Toeschouwers: 30.000 Scheidsrechter: Alfred Grill (AUT) |
| 13 mei Vriendschappelijk № 239 «onderlinge duels» | Ivan Kolev 39' (pen.) Aleksandar Vasilev 41', 67' |       | 12', 66' Leo Canjels | Vasil Levski Nationaal Stadion, Sofia Toeschouwers: 30.000 Scheidsrechter: Alfred Grill (AUT) |

|                                                                     |                      |       |                                     |                                                                                        |
| 27 mei Vriendschappelijk № 240 «onderlinge duels» 17:00 uur (UTC+1) | Nederland            | 1 – 2 | Schotland                           | Olympisch Stadion, Amsterdam Toeschouwers: 55.000 Scheidsrechter: Joaquim Campos (POR) |
| 27 mei Vriendschappelijk № 240 «onderlinge duels» 17:00 uur (UTC+1) | Cor van der Gijp 18' |       | 59' Bobby Collins 65' Graham Leggat | Olympisch Stadion, Amsterdam Toeschouwers: 55.000 Scheidsrechter: Joaquim Campos (POR) |

|                                                                        | |       |                   |                                                                          |
| 4 oktober Vriendschappelijk № 241 «onderlinge duels» 14:30 uur (UTC+1) | Nederland | 9 – 1 | België            | De Kuip, Rotterdam Toeschouwers: 60.000 Scheidsrechter: Jack Kelly (ENG) |
| 4 oktober Vriendschappelijk № 241 «onderlinge duels» 14:30 uur (UTC+1) | Kees Rijvers 2' Tonny van der Linden 3' Piet van der Kuil 6' Faas Wilkes 20', 67', 72' Piet van der Kuil 22', 84' Jan Klaassens 83' |       | 87' Michel Delire | De Kuip, Rotterdam Toeschouwers: 60.000 Scheidsrechter: Jack Kelly (ENG) |

|                                                                         |                                                                                   |       |           |                                                                                      |
| 21 oktober Vriendschappelijk № 242 «onderlinge duels» 16:00 uur (UTC+1) | West-Duitsland                                                                    | 7 – 0 | Nederland | Müngersdorfer Stadion, Keulen Toeschouwers: 45.000 Scheidsrechter: Karol Galba (TCH) |
| 21 oktober Vriendschappelijk № 242 «onderlinge duels» 16:00 uur (UTC+1) | Albert Brülls 11' Aki Schmidt 30', 77' Uwe Seeler 54', 66', 88' Gerhard Siedl 89' |       |           | Müngersdorfer Stadion, Keulen Toeschouwers: 45.000 Scheidsrechter: Karol Galba (TCH) |

|                                                                         |                                                                                                |       |                      |                                                                               |
| 4 november Vriendschappelijk № 243 «onderlinge duels» 20:00 uur (UTC+1) | Nederland                                                                                      | 7 – 1 | Noorwegen            | De Kuip, Rotterdam Toeschouwers: 50.000 Scheidsrechter: Pierre Schwinte (FRA) |
| 4 november Vriendschappelijk № 243 «onderlinge duels» 20:00 uur (UTC+1) | Kees Rijvers 30' Tonny van der Linden 38', 77', 85' Faas Wilkes 50', 89' Piet van der Kuil 58' |       | 7' Per Kristoffersen | De Kuip, Rotterdam Toeschouwers: 50.000 Scheidsrechter: Pierre Schwinte (FRA) |

## Samenvatting
| 1950 - 1959       | 1950 - 1959       | 1950 - 1959       | 1950 - 1959       | 1950 - 1959       | 1950 - 1959       | 1950 - 1959       | 1950 - 1959       |                   | 1905 - 1959     | 1905 - 1959 | 1905 - 1959 | 1905 - 1959 | 1905 - 1959 | 1905 - 1959 | 1905 - 1959 | 1905 - 1959 |
| Competitie        | Totaal gespeeld   | Winst             | Gelijk            | Verlies           | Doelpunten        | Doelpunten        | Doelpunten        | Competitie        | Totaal gespeeld | Winst       | Gelijk      | Verlies     | Doelpunten  | Doelpunten  | Doelpunten  |             |
| Competitie        | Totaal gespeeld   | Winst             | Gelijk            | Verlies           | Voor              | Tegen             | Saldo             | Competitie        | Totaal gespeeld | Winst       | Gelijk      | Verlies     | Voor        | Tegen       | Saldo       |             |
| ----------------- | ----------------- | ----------------- | ----------------- | ----------------- | ----------------- | ----------------- | ----------------- | ----------------- | --------------- | ----------- | ----------- | ----------- | ----------- | ----------- | ----------- | ----------- |
| WK Eindronde      | Geen WK deelnames | Geen WK deelnames | Geen WK deelnames | Geen WK deelnames | Geen WK deelnames | Geen WK deelnames | Geen WK deelnames | WK Eindronde      | 2               | 0           | 0           | 2           | 2           | 6           | -4          |             |
| WK Kwalificatie   | 4                 | 2                 | 1                 | 1                 | 12                | 7                 | +5                | WK Kwalificatie   | 8               | 5           | 2           | 1           | 26          | 12          | +14         |             |
| Olympische Spelen | 1                 | 0                 | 0                 | 1                 | 1                 | 5                 | -4                | Olympische Spelen | 21              | 10          | 2           | 9           | 51          | 44          | +7          |             |
| Vriendschappelijk | 57                | 20                | 10                | 27                | 127               | 138               | -11               | Vriendschappelijk | 212             | 89          | 41          | 82          | 542         | 502         | +40         |             |
| Totaal            | 62                | 22                | 11                | 29                | 140               | 150               | -10               | Totaal            | 243             | 104         | 45          | 94          | 621         | 564         | +57         |             |

KNVB ·
A-internationals ·
Bondscoaches (m) ·
Topscorers ·
Nederlands vrouwenelftal ·
Bondscoaches (v) ·
Nederland B ·
Olympisch elftal ·
Jong Oranje ·
Nederland –20 ·
Nederland –19 ·
Nederland –18 ·
Nederland –17 ·
Nederland –16 ·
Nederland –15 ·
Nederlands amateurelftal ·
Nederlands zaterdagelftal ·
Jong OranjeLeeuwinnen ·
Vrouwen –20 ·
Vrouwen –19 ·
Vrouwen –18 ·
Vrouwen –17 ·
Vrouwen –16 ·
Vrouwen –15 ·
Militair mannenelftal ·
Militair vrouwenelftal ·
Strandteam ·
Vrouwen Strandteam ·
Futsalteam ·
Vrouwen Futsalteam

EK-wedstrijden ·
WK-wedstrijden ·
Resultaten kwalificaties en eindronden ·
Nederland B-wedstrijden ·
Officieuze wedstrijden ·
EK-wedstrijden vrouwen ·
WK-wedstrijden vrouwen ·
Resultaten vrouwen kwalificaties en eindronden
1905 – 1919 ·
1920 – 1929 ·
1930 – 1939 ·
1940 – 1949 ·
1950 – 1959 ·
1960 – 1969 ·
1970 – 1979 ·
1980 – 1989 ·
1990 – 1999 ·
2000 – 2009 ·
2010 – 2019 ·
2020 – 2029
2015 ·
2016 ·
2017 ·
2018 ·
2019 ·
2020 ·
2021 · 
2022
EK's: 1976 · 
1980 · 
1988 · 
1992 · 
1996 · 
2000 · 
2004 · 
2008 · 
2012 · 
2020 · 
2024
WK's: 1934 · 
1938 · 
1974 · 
1978 · 
1990 · 
1994 · 
1998 · 
2006 · 
2010 · 
2014 · 
2022
OS: 1908 ·
1912 ·
1920 ·
1924 ·
1928 ·
1948 ·
1952 ·
2008
Albanië ·
Andorra ·
Argentinië ·
Armenië ·
Australië ·
België ·
Bosnië en Herzegovina ·
Brazilië ·
Bulgarije ·
Canada ·
Chili ·
China ·
Colombia ·
Costa Rica ·
Curaçao ·
Cyprus ·
DDR ·
Denemarken ·
Duitsland ·
Ecuador ·
Egypte ·
Engeland ·
Estland ·
Faeröer ·
Finland ·
Frankrijk ·
GOS · 
Georgië ·
Ghana ·
Gibraltar ·
Griekenland ·
Hongarije ·
Ierland ·
IJsland ·
Indonesië ·
Iran ·
Israël ·
Italië ·
Ivoorkust ·
Japan ·
Joegoslavië ·
Kameroen ·
Kazachstan ·
Kroatië ·
Letland ·
Liechtenstein ·
Luxemburg ·
Malta ·
Marokko ·
Mexico ·
Moldavië ·
Montenegro ·
Nederlandse Antillen ·
Nigeria ·
Noord-Ierland ·
Noord-Macedonië ·
Noorwegen ·
Oekraïne ·
Oostenrijk ·
Paraguay ·
Peru ·
Polen ·
Portugal ·
Qatar ·
Roemenië ·
Rusland ·
Saarland ·
San Marino ·
Saoedi-Arabië ·
Schotland ·
Senegal ·
Servië en Montenegro ·
Slovenië ·
Slowakije ·
Sovjet-Unie ·
Spanje ·
Suriname ·
Thailand ·
Tsjechië ·
Tsjecho-Slowakije ·
Tunesië ·
Turkije ·
Uruguay ·
Verenigd Koninkrijk ·
Verenigde Staten ·
Wales ·
Wit-Rusland ·
Zuid-Afrika ·
Zuid-Korea ·
Zweden ·
Zwitserland
Argentinië (1978) ·
Argentinië (2006) ·
Argentinië (2014) ·
Argentinië (2022) ·
Australië (2014) ·
Brazilië (2014) ·
Chili (2014) · 
Costa Rica (2014) ·
Denemarken (2010) ·
Denemarken (2012) ·
Duitsland (2012) · 
Ecuador (2022) · 
Frankrijk (2008) ·
Italië (2008) ·
Ivoorkust (2006) ·
Japan (2010) ·
Kameroen (2010) ·
Mexico (2014) · 
Noord-Macedonië (2021) · 
Oekraïne (2021) · 
Oostenrijk (2021) · 
Portugal (2006) ·
Portugal (2012) ·
Portugal (2019) ·
Qatar (2022) ·
Roemenië (2008) ·
Rusland (2008) ·
San Marino (2011) ·
Senegal (2022) ·
Servië en Montenegro (2006) ·
Sovjet-Unie (1988) ·
Spanje (2010) ·
Spanje (2014) ·
Tsjechië (2021) · 
Uruguay (2010) ·
Verenigde Staten (2022) · 
West-Duitsland (1974)
UEFA: Albanië · België · Bulgarije · Denemarken · West-Duitsland · Duitse Democratische Republiek · Engeland · Finland · Frankrijk · Griekenland · Hongarije · Ierland · IJsland · Italië · Joegoslavië · Kroatië · Luxemburg · Malta · Nederland · Noord-Ierland · Noorwegen · Oostenrijk · Polen · Portugal · Roemenië · Saarland · Schotland · Sovjet-Unie · Spanje · Tsjecho-Slowakije · Turkije · Wales · Zweden · Zwitserland

AFC: Israël